# Вибори до Волинської обласної ради 2010
Вибори до Волинської обласної ради 2010 — вибори до Волинської обласної ради, що відбулися 31 жовтня 2010 року. Вибори пройшли за змішаною системою. 

## Результати виборів

### Голосування за списки партій

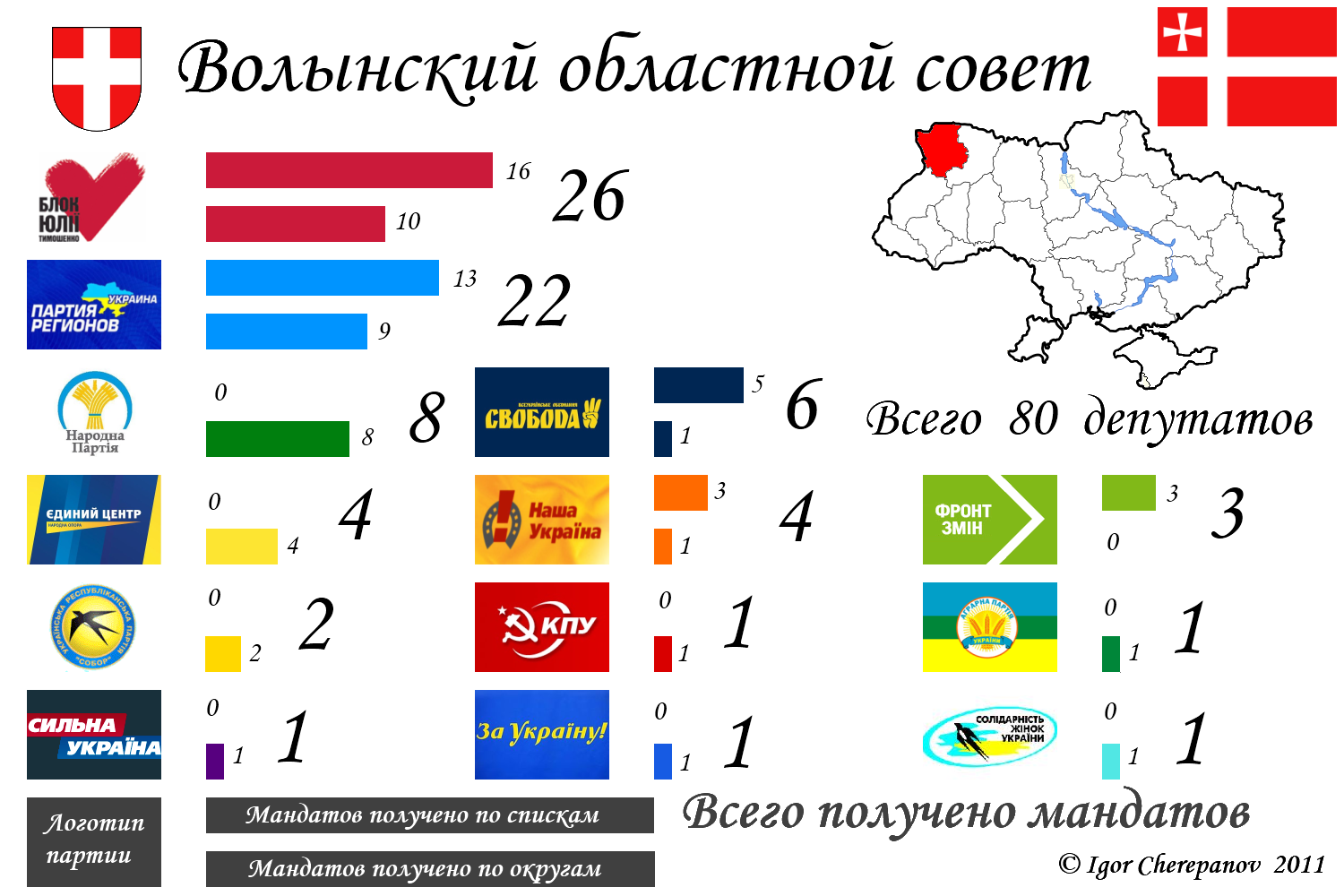
Результати виборів до Волинської обласної ради

| №  | Партія чи блок                                                 | Голосів «За» | У %   | +/- відсотків у порівнянні з попередніми виборами | Місць |
| -- | -------------------------------------------------------------- | ------------ | ----- | ------------------------------------------------- | ----- |
| 1  | ВО «Батьківщина»                                               | 110 713      | 23,36 | -17,98                                            | 16    |
| 2  | Партія Регіонів                                                | 89 392       | 18,86 | +15,22                                            | 13    |
| 3  | ВО «Свобода»                                                   | 35 286       | 7,44  |                                                   | 5     |
| 4  | Фронт Змін                                                     | 22 418       | 4,73  |                                                   | 3     |
| 5  | Наша Україна                                                   | 17 625       | 3,72  | -15,13                                            | 3     |
| 6  | Сильна Україна                                                 | 13 969       | 2,95  |                                                   | 0     |
| 7  | Народна партія                                                 | 13 470       | 2,84  |                                                   | 0     |
| 8  | Єдиний центр                                                   | 13 353       | 2,82  |                                                   | 0     |
| 9  | Комуністична партія України                                    | 11 309       | 2,39  |                                                   | 0     |
| 10 | Реформи і порядок                                              | 9 219        | 1,95  |                                                   | 0     |
| 11 | За Україну!                                                    | 6 096        | 1,29  |                                                   | 0     |
| 12 | Українська республіканська партія «Собор»                      | 5 581        | 1,18  |                                                   | 0     |
| 13 | Українська народна партія                                      | 5 002        | 1,06  |                                                   | 0     |
| 14 | УДАР                                                           | 4 792        | 1,01  |                                                   | 0     |
| 15 | Молода Україна                                                 | 4 745        | 1,00  |                                                   | 0     |
| 16 | Європейська партія України                                     | 4 655        | 0,98  |                                                   | 0     |
| 17 | Народний рух України                                           | 3 709        | 0,78  |                                                   | 0     |
| 18 | Українська соціал-демократична партія                          | 3 411        | 0,72  |                                                   | 0     |
| 19 | «Зелені»                                                       | 3 147        | 0,66  |                                                   | 0     |
| 20 | Соціалістична партія України                                   | 2 927        | 0,62  |                                                   | 0     |
| 21 | Солідарність жінок України                                     | 2 848        | 0,60  |                                                   | 0     |
| 22 | Аграрна партія України                                         | 2 807        | 0,59  |                                                   | 0     |
| 23 | Християнсько-демократичний союз                                | 2 398        | 0,51  |                                                   | 0     |
| 24 | Всеукраїнська партія народної довіри                           | 2 387        | 0,50  |                                                   | 0     |
| 25 | Народна влада                                                  | 2 051        | 0,43  |                                                   | 0     |
| 26 | Пора                                                           | 2 003        | 0,42  |                                                   | 0     |
| 27 | Відродження                                                    | 1 952        | 0,41  |                                                   | 0     |
| 28 | Громадянська позиція                                           | 1 736        | 0,37  |                                                   | 0     |
| 29 | Конгрес українських націоналістів                              | 1 733        | 0,37  |                                                   | 0     |
| 30 | Партія промисловців і підприємців України                      | 1 716        | 0,36  |                                                   | 0     |
| 31 | Справедливість                                                 | 1 519        | 0,32  |                                                   | 0     |
| 32 | Всеукраїнська політична партія — Екологія та Соціальний захист | 1 201        | 0,25  |                                                   | 0     |
| 33 | Українська партія                                              | 698          | 0,15  |                                                   | 0     |
| 34 | Нова політика                                                  | 461          | 0,10  |                                                   | 0     |
|    | Проти всіх                                                     | 50 701       | 10,70 | —                                                 | —     |
|    | Недійсні бюлетені                                              | 13 135       | 2,77  | —                                                 | —     |
|    | В цілому (явка 61,15%)                                         | 473 964      | 100%  | —                                                 | 80    |

### Одномандатні округи
| №  | Партія                                 | Здобуто місць |
| -- | -------------------------------------- | ------------- |
| 1  | Всеукраїнське об'єднання «Батьківщина» | 10            |
| 2  | Партія регіонів                        | 9             |
| 3  | Народна партія                         | 8             |
| 4  | Єдиний центр                           | 4             |
| 5  | УРП «Собор»                            | 2             |
| 6  | Всеукраїнське об'єднання «Свобода»     | 1             |
| 7  | Наша Україна                           | 1             |
| 8  | За Україну!                            | 1             |
| 9  | Сильна Україна                         | 1             |
| 10 | Аграрна партія                         | 1             |
| 11 | КПУ                                    | 1             |
| 12 | Солідарність жінок                     | 1             |

### Загальні підсумки здобутих партіями місць
| №  | Партія                      | Здобуто місць |
| -- | --------------------------- | ------------- |
| 1  | ВО «Батьківщина»            | 26            |
| 2  | Партія регіонів             | 22            |
| 3  | Народна партія              | 8             |
| 4  | ВО «Свобода»                | 6             |
| 5  | «Наша Україна»              | 4             |
| 6  | Єдиний центр                | 4             |
| 7  | Фронт Змін                  | 3             |
| 8  | УРП «Собор»                 | 2             |
| 9  | Аграрна партія України      | 1             |
| 10 | За Україну!                 | 1             |
| 11 | Селянська партія України    | 1             |
| 12 | Сильна Україна              | 1             |
| 13 | Солідарність жінок          | 1             |
| 14 | Комуністична партія України | 1             |

## Довибори
В окрузі №13 на 01.05.2011 призначені проміжні вибори.

## Зовнішні посилання
- Офіційна сторінка Волинської обласної ради [Архівовано 17 жовтня 2010 у Wayback Machine.]
- Офіційні результати виборів [Архівовано 13 липня 2017 у Wayback Machine.]
- Сторінка ЦВК України щодо місцевих виборів 2010
- Мандати однакові – ціна різна. [Архівовано 4 березня 2016 у Wayback Machine.]